# Magyarország az 1980. évi téli olimpiai játékokon
Magyarország az egyesült államokbeli Lake Placidben megrendezett 1980. évi téli olimpiai játékok egyik részt vevő nemzete volt, egy sportág, összesen egy versenyszámában egy férfi és egy női, összesen két versenyző képviselte. A magyar atléták egy ezüstérmet szereztek, amellyel a nem hivatalos éremtáblázaton Magyarország a tizenötödik helyen végzett. Az ezüstérmet a Regőczy Krisztina–Sallay András-jégtáncpáros szerezte, ez volt a 2018-as phjongcshangi téli olimpiáig az utolsó érem, amit Magyarország téli olimpián nyert.
A magyar sportolók egy sportágban összesen öt olimpiai pontot szereztek. Ez három ponttal több, mint az előző, innsbrucki olimpián elért eredmény. A megnyitóünnepségen a magyar zászlót a műkorcsolyázó Sallay András vitte.

## Érmesek
| Érem  | Versenyző                       | Sportág     | Versenyszám |
| ----- | ------------------------------- | ----------- | ----------- |
| Ezüst | Regőczy Krisztina Sallay András | Műkorcsolya | Jégtánc     |

## Eredményesség sportáganként
Az alábbi táblázat összefoglalja a magyar versenyzők szereplését. A sportág neve mögött zárójelben lévő szám jelzi, hogy az adott szakág hány versenyszámában indult magyar sportoló.
Az egyes oszlopokban előforduló legmagasabb érték vagy értékek vastagítással kiemelve.

Az olimpiai pontok számát az alábbiak szerint lehet kiszámolni: 1. hely – 7 pont, 2. hely – 5 pont, 3. hely – 4 pont, 4. hely – 3 pont, 5. hely – 2 pont, 6. hely – 1 pont.
| Sportág         | Helyezések száma | Helyezések száma | Helyezések száma | Helyezések száma | Helyezések száma | Helyezések száma | Olimpiai pont | Indulók száma | Indulók száma | Indulók száma |
| Sportág         |                  |                  |                  | 4.               | 5.               | 6.               | Olimpiai pont | Férfi         | Nő            | Össz.         |
| Műkorcsolya (1) | 0                | 1                | 0                | 0                | 0                | 0                | 5             | 1             | 1             | 2             |
|                 |                  |                  |                  |                  |                  |                  |               |               |               |               |
| Összesen        | 0                | 1                | 0                | 0                | 0                | 0                | 5             | 1             | 1             | 2             |

## Műkorcsolya
| Versenyző                       | Versenyszám | Kötelező táncok   | Kötelező táncok | Eredeti (original) tánc | Eredeti (original) tánc | Kűr               | Kűr   | Összesítés                     | Összesítés                     | Összesítés                     | Összesítés                     | Összesítés                     | Összesítés                     | Összesítés                     | Összesítés                     | Összesítés                     | Összesítés        | Összesítés        | Összesítés  | Összesítés | Összesítés |
| Versenyző                       | Versenyszám | Kötelező táncok   | Kötelező táncok | Eredeti (original) tánc | Eredeti (original) tánc | Kűr               | Kűr   | Helyezési pontszámok bírónként | Helyezési pontszámok bírónként | Helyezési pontszámok bírónként | Helyezési pontszámok bírónként | Helyezési pontszámok bírónként | Helyezési pontszámok bírónként | Helyezési pontszámok bírónként | Helyezési pontszámok bírónként | Helyezési pontszámok bírónként | Több. hely. száma | Több. hely. össz. | Hely. össz. | Pont       | Helyezés   |
| Versenyző                       | Versenyszám | Több. hely. száma | Hely.           | Több. hely. száma       | Hely.                   | Több. hely. száma | Hely. | 1                              | 2                              | 3                              | 4                              | 5                              | 6                              | 7                              | 8                              | 9                              | Több. hely. száma | Több. hely. össz. | Hely. össz. | Pont       | Helyezés   |
| ------------------------------- | ----------- | ----------------- | --------------- | ----------------------- | ----------------------- | ----------------- | ----- | ------------------------------ | ------------------------------ | ------------------------------ | ------------------------------ | ------------------------------ | ------------------------------ | ------------------------------ | ------------------------------ | ------------------------------ | ----------------- | ----------------- | ----------- | ---------- | ---------- |
| Regőczy Krisztina Sallay András | Jégtánc     | 7×2+              | 2.              | 7×2+                    | 2.                      | 6×1+              | 1.    | 1,0                            | 1,0                            | 3,0                            | 2,0                            | 1,0                            | 2,0                            | 2,0                            | 1,0                            | 1,0                            | 5×1+              | 5,0               | 14,0        | 204,52     |            |